# Macropsis rigidus
Macropsis rigidus är en insektsart som beskrevs av Mitjaev 1971. Macropsis rigidus ingår i släktet Macropsis och familjen dvärgstritar. Inga underarter finns listade i Catalogue of Life.